# Tarzans Vergeltung
Tarzans Vergeltung (Originaltitel: Tarzan and His Mate) ist ein US-amerikanischer Abenteuerfilm von Cedric Gibbons aus dem Jahr 1934. Grundlage für das Drehbuch waren die Tarzan-Romane von Edgar Rice Burroughs. Uraufgeführt wurde der Film am 16. April 1934. In Deutschland wurde der Film erstmals am 4. September 1953 in den Kinos gezeigt.

## Handlung
In einem afrikanischen Dorf treffen sich die Engländer Harry Holt und Martin Arlington, um ihre geplante Safari zu besprechen. Holt ist der Ex-Freund von Jane Parker, die jetzt mit Tarzan im Dschungel lebt. Holt hofft insgeheim, Jane, die er auf ihrer ersten Afrika-Reise begleitet hat, wieder zurückzubekommen. Er hat dazu zusammen mit Arlington Kleidung nach Pariser Mode gekauft.
Holt und Arlington machen sich auf den Weg in den Dschungel in der Hoffnung, einen Elefantenfriedhof zu finden. Sie werden von eingeborenen Trägern begleitet, die von dem loyalen Saidi geführt werden. Bald wird der Trupp von einem Stamm Eingeborener angegriffen. Die Träger fliehen in Panik, die anderen werden vom heiligen Boden des Stammes weggeführt. An einer Klippe werden sie von wütenden Gorillas angegriffen. Dabei begegnen sie Tarzan und Jane.
Jane macht Holt klar, dass sie niemals zurückgehen werde. Am nächsten Morgen wird Jane von einem Löwen angegriffen. Tarzan kann sie retten und tötet den Löwen. Holt und Arlington finden ihre Truppe wieder, die nun einen Elefanten bei sich hat, den Tarzan für sie gerufen hat. Cheetah, Tarzans Schimpanse, wird von einem Rhinozeros getötet, das auch Jane angreift. Tarzan tötet das Tier mit einem Messer. Ein Leopard und ein Krokodil werden danach ebenfalls von Tarzan getötet.
In der Nacht bekommt Tarzan mit, dass Arlington und Holt den Elefantenfriedhof aufsuchen und das Elfenbein stehlen wollen. Tarzan weigert sich, die Männer zu führen. Arlington, der weiß, dass sterbende Elefanten instinktiv den Friedhof aufsuchen, schießt Tarzans Elefanten an. Er und Holt folgen dem verwundeten Tier. Sie erreichen den Friedhof, doch als sie mit dem Elfenbein wegwollen, sehen sie sich von Elefanten umstellt, die von Tarzan und Jane hergeholt wurden. Arlington verspricht, das Elfenbein liegenzulassen, und kehrt mit Holt ins Camp zurück.
Am nächsten Morgen schießt Arlington Tarzan, der Früchte für das Frühstück sammelt, nieder und lässt ihn liegen, damit er von einem Krokodil gefressen wird. Ein Flusspferd und ein Gorilla retten jedoch Tarzan und schaffen ihn zurück in den Dschungel, wo sich Cheetahs Tochter Little Cheetah um seine Wunden kümmert. Unterdessen erzählt Arlington Jane, dass Tarzan tot sei. Nun sieht sie keinen Grund mehr, im Dschungel zu bleiben, und bereitet sich vor, die Safari zurückzubegleiten. Beim Aufbruch kommt Little Cheetah ins Lager und bedeutet Jane per Zeichensprache, dass Tarzan lebt. In diesem Augenblick wird die Safari von Eingeborenen angegriffen. Bei dem Kampf, in den auch ein Rudel hungriger Löwen eingreift, werden Holt und Arlington getötet. Der genesene Tarzan findet Jane und rettet sie.

## Hintergrund
Die MGM-Produktion hatte ein geschätztes Budget von 1,27 Millionen US-Dollar und spielte weltweit über 2,2 Millionen US-Dollar ein. Es war der zweite Tarzan-Film mit Johnny Weissmüller. Im ersten Film Tarzan, der Affenmensch (1932) spielten auch Maureen O’Sullivan als Jane, Neil Hamilton als Holt und Forrester Harvey als Beamish mit. O’Sullivans Schwimmszenen wurden von Weissmüllers Olympiateam-Kollegin Josephine McKim gedoubelt, die 1928 und 1932 eine Gold- und eine Bronzemedaille gewonnen hatte.
Der Film war die einzige Regie-Arbeit von Cedric Gibbons, der als Art-Director berühmt und mit elf Oscars ausgezeichnet wurde. Zum Zeitpunkt der Dreharbeiten war er zudem Leiter der Ausstattungs-Abteilung von MGM. Um seinen Pflichten nachzukommen, musste er als Regisseur abgelöst werden. Sein Ersatz war Jack Conway, der den Film zu Ende drehte. Die Ausstattung dieses Filmes übernahm A. Arnold Gillespie, der in seiner späteren Karriere dreimal mit dem Oscar für die besten Spezialeffekte geehrt wurde. Sein Partner war der später zweifache Oscar-Gewinner Warren Newcombe. Die Spezialeffekte für diesen Film hingegen wurden von James Basevi gefertigt. Der Ton lag in der Verantwortung des siebenfachen Oscar-Preisträgers Douglas Shearer.
Bei der lange Zeit zensierten Nackt-Badeszene ließ sich Maureen O’Sullivan doubeln. Die Szene fand erst wieder auf DVD-Veröffentlichungen Verwendung.
Tarzan and His Mate ist in der unzensierten Version der erotischste aller Tarzanfilme, mit Johnny Weissmüller in der Hauptrolle.

## Kritiken
„Dieses ‚Tarzan‘-Abenteuer unterscheidet sich vom Gros der Serie durch die Realistik der rasant gefilmten Tierkampfszenen und Massaker sowie durch die ganz unzeitgemäße erotische Deutlichkeit“, heißt es im Lexikon des internationalen Films. Für die Fernsehzeitschrift Prisma war Tarzans Vergeltung „mit Abstand der erotischste Tarzan-Streifen, der zugleich auch die realistischsten Kampfszenen beinhaltet“.

## Auszeichnungen
Im Jahr 2003 wurde der Film ins National Film Registry aufgenommen.

## Deutsche Fassung
Eine deutsche Synchronfassung entstand 1981 im Auftrag des ZDF bei der Arena Synchron GmbH Berlin unter der Synchronregie und nach dem Dialogbuch von Franz-Otto Krüger.
| Rolle            | Darsteller         | Synchronsprecher |
| ---------------- | ------------------ | ---------------- |
| Tarzan           | Johnny Weissmüller | Wolfgang Pampel  |
| Jane             | Maureen O’Sullivan | Almut Eggert     |
| Harry Holt       | Neil Hamilton      | Joachim Kerzel   |
| Martin Arlington | Paul Cavanagh      | Herbert Stass    |
| Beamish          | Forrester Harvey   | Horst Gentzen    |
| Saidi            | Nathan Curry       | Eckhard Heise    |
| Monsieur Feronde | Paul Porcasi       | Klaus Miedel     |